# Baňa
Baňa (bulharsky Баня) je město ležící ve středním Bulharsku v Karlovské kotlině, jedné ze Zabalkánských kotlin. Nachází se 10 km od Karlova, správního střediska stejnojmenné obštiny, a má přibližně 3 000 obyvatel.

## Historie
Sídlo vzniklo na místě, kam obyvatelé Karlova jezdili do lázní. Jeho původní název byl Karlovski Mineralni Bani a lze jej nalézt i v současných publikacích, zejména zahraničních. Postupně zde byla postavena lázeňská a ubytovací zařízení. Místní knihovna byla zřízena v roce 1914. V roce 1929 si zde dal postavit vilu bulharský král Boris III. V roce 1938 byla zahájena výsadba zdejšího lesoparku a v roce 1956 byla dokončena, přičemž jeho plocha dosahuje 50 ha. Městem je Baňa od roku 2002.

## Obyvatelstvo
K 15. září 2024 ve městě žilo 3 012 obyvatel a bylo zde trvale hlášeno 3 434 obyvatel. Podle sčítání 1. února 2011 bylo národnostní složení následující:
- Bulhaři: 2 560 (79.8 %)
- Romové: 626 (19.5 %)
- Turci: 5 (0.2 %)
- ostatní[p 2]: 17 (0.5 %)

## Hospodářství
Baňa je lázeňským střediskem díky minerálním pramenům, které tu vyvěrají. Zpracovávají se zde éterické oleje z produkce místních rostlin – růže, máty a levandule. Kromě nich se zde pěstuje také vinná réva.